# Charles Barbaroux (1792-1867)
Charles Ogé Barbaroux (1792 - 1867) was een Frans politicus ten tijde van het Tweede Franse Keizerrijk.

## Biografie
Barbaroux studeerde rechten in Aix-en-Provence. Tijdens de Honderd Dagen in 1815 trad hij toe tot het openbaar ministerie in Marseille. In 1831 werd hij aangesteld als procureur-generaal op Réunion, dat toen nog Île Bourbon heette. In 1849 werd hij vervolgens volksvertegenwoordiger namens Réunion.
Op 8 februari 1858 werd de Barbaroux door keizer Napoleon III benoemd tot senator. Hij zou in de Senaat blijven zetelen tot zijn overlijden in 1867.